# Arlette Conzemius
Arlette Conzemius-Paccoud (* am 11. Dezember 1956) ist eine luxemburgische Diplomatin und Botschafterin in Belgien. Sie ist seit 2016 ständige Vertreterin Luxemburgs bei der NATO und war 1993 die erste Botschafterin ihres Landes.

## Leben
Arlette Conzemius absolvierte ein Studium der Politikwissenschaft am Genfer Hochschulinstitut für internationale Studien und ein Masterstudium an der Fletcher School of Law and Diplomacy in Massachusetts. Im Jahr 1981 trat sie beim luxemburgischen Außenministerium in der Abteilung für internationale Wirtschaftsbeziehungen ihre erste Stelle an. Zwei Jahre später wechselte Conzemius beratend an die Ständige Vertretung ihres Landes bei der Europäischen Gemeinschaft in Brüssel. Von 1989 bis 1993 war sie stellvertretende Missionschefin an der luxemburgischen Botschaft in den Vereinigten Staaten.
Arlette Conzemius-Paccoud wurde 1993 zur Botschafterin und ständigen Vertreterin beim Europarat in Straßburg akkreditiert. Fünf Jahre später erhielt sie ihre Ernennung als Botschafterin in den Vereinigten Staaten. Nichtresidierende Nebenakkreditierungen erhielt sie für Kanada und Mexiko. Als Generaldirektorin für internationale wirtschaftliche und europäische Angelegenheiten arbeitete sie von 2005 bis 2007 im Außenministerium.
Conzemius’ nächste Stationen waren Wien und Ankara. Zuerst wurde sie 2007 Botschafterin in Österreich und ständige Vertreterin bei den Vereinten Nationen und der OSZE mit Nebenakkreditierung in der Türkei sowie in Slowenien. Als residierende Botschafterin ging sie 2011 in die Türkei.
Conzemius ist seit September 2016 bei der NATO in Brüssel akkreditiert. Die Akkreditierung als außerordentliche und bevollmächtigte Botschafterin in Belgien erfolgte später. Sie ist mit Thierry Claude Paccoud verheiratet und hat zwei Söhne.

## Zitat
“We need to hear the voice of women. Now we are ruled by this group which does not represent the majority or real society at the base. After all, we are 50–55 per cent of the population, all over the world.”

„Wir müssen die Stimme von Frauen hören. Jetzt werden wir von dieser Gruppe regiert, die nicht die Mehrheit oder die reale Gesellschaft an der Basis repräsentiert. Immerhin sind wir 50–55 Prozent der Bevölkerung auf der ganzen Welt.“